# Kelly Chase
Kelly Wayne Chase, född 25 oktober 1967, är en kanadensisk före detta professionell ishockeyforward som tillbringade elva säsonger i den nordamerikanska ishockeyligan National Hockey League (NHL), där han spelade för ishockeyorganisationerna St. Louis Blues, Hartford Whalers och Toronto Maple Leafs. Han producerade 53 poäng (17 mål och 36 assists) samt drog på sig 2 017 utvisningsminuter på 458 grundspelsmatcher. Chase spelade även på lägre nivåer för Peoria Rivermen i International Hockey League (IHL) och Saskatoon Blades i Western Hockey League (WHL).
Han blev aldrig draftad. Chase vann en King Clancy Memorial Trophy för säsongen 1997–1998.
Efter den aktiva spelarkarriären har han arbetat som sportkommentator för TV-kanalerna CBC, ESPN, Fox Sports, NBC, NHL Network och Versus och även i radio när St. Louis Blues spelar matcher.

## Statistik
| 1985–1986  | Saskatoon Blades    | WHL        | 57  | 7  | 18 | 25  | 172  | 10 | 3 | 4  | 7  | 37  |
| 1986–1987  | Saskatoon Blades    | WHL        | 68  | 17 | 29 | 46  | 285  | 11 | 2 | 8  | 10 | 37  |
| 1987–1988  | Saskatoon Blades    | WHL        | 70  | 21 | 34 | 55  | 343  | 9  | 3 | 5  | 8  | 32  |
| 1988–1989  | Peoria Rivermen     | IHL        | 38  | 14 | 7  | 21  | 278  | —  | — | —  | —  | —   |
| 1989–1990  | St. Louis Blues     | NHL        | 43  | 1  | 3  | 4   | 244  | 9  | 1 | 0  | 1  | 46  |
|            | Peoria Rivermen     | IHL        | 10  | 1  | 2  | 3   | 76   | —  | — | —  | —  | —   |
| 1990–1991  | St. Louis Blues     | NHL        | 2   | 1  | 0  | 1   | 15   | 6  | 0 | 0  | 0  | 18  |
|            | Peoria Rivermen     | IHL        | 61  | 20 | 34 | 54  | 406  | 10 | 4 | 3  | 7  | 61  |
| 1991–1992  | St. Louis Blues     | NHL        | 46  | 1  | 2  | 3   | 264  | 1  | 0 | 0  | 0  | 7   |
| 1992–1993  | St. Louis Blues     | NHL        | 49  | 2  | 5  | 7   | 204  | —  | — | —  | —  | —   |
| 1993–1994  | St. Louis Blues     | NHL        | 68  | 2  | 5  | 7   | 278  | 4  | 0 | 1  | 1  | 6   |
| 1994–1995  | Hartford Whalers    | NHL        | 28  | 0  | 4  | 4   | 141  | —  | — | —  | —  | —   |
| 1995–1996  | Hartford Whalers    | NHL        | 55  | 2  | 4  | 6   | 230  | —  | — | —  | —  | —   |
| 1996–1997  | Hartford Whalers    | NHL        | 28  | 1  | 2  | 3   | 122  | —  | — | —  | —  | —   |
|            | Toronto Maple Leafs | NHL        | 2   | 0  | 0  | 0   | 27   | —  | — | —  | —  | —   |
| 1997–1998  | St. Louis Blues     | NHL        | 67  | 4  | 3  | 7   | 231  | 7  | 0 | 0  | 0  | 23  |
| 1998–1999  | St. Louis Blues     | NHL        | 45  | 3  | 7  | 10  | 143  | —  | — | —  | —  | —   |
| 1999–2000  | St. Louis Blues     | NHL        | 25  | 0  | 1  | 1   | 118  | —  | — | —  | —  | —   |
| NHL totalt | NHL totalt          | NHL totalt | 458 | 17 | 36 | 53  | 2017 | 27 | 1 | 1  | 2  | 100 |
| IHL totalt | IHL totalt          | IHL totalt | 109 | 35 | 43 | 78  | 760  | 10 | 4 | 3  | 7  | 61  |
| WHL totalt | WHL totalt          | WHL totalt | 195 | 45 | 81 | 126 | 800  | 30 | 8 | 17 | 25 | 106 |